# Tour d'Afrique du Sud
Le Tour d'Afrique du Sud (en anglais : Tour of South Africa) est une course cycliste par étapes sud-africaine dont la seule édition a été disputée en février 2011. Il faisait partie du calendrier de l'UCI Africa Tour, en catégorie 2.2. Il est composé de sept étapes, courues sur huit jours. Ses organisateurs projettent de le porter à neuf jours et de le faire accéder à la catégorie 2.HC.

## Palmarès
| Année | Vainqueur      | Deuxième     | Troisième   |
| ----- | -------------- | ------------ | ----------- |
| 2011  | Kristian House | Johann Rabie | Daryl Impey |